# Суперлига Восточного побережья
Суперлига Восточного побережья — хоккейная лига в австралийском штате Новый Южный Уэльс. Лига была образована в 2002 году. Эта лига является второй по силе хоккейной лигой, являясь неким мостом между молодёжным хоккеем и АХЛ. Пять клубов лиги находятся в Сиднее, а ещё один в Ньюкасле.

## История
Суперлига Восточного побережья ( или просто Суперлига) была создана в 2002 году. В первых сезонах участвовало четыре команды. Первым победителем турнира стал "Рапторс". В 2003 году в финале Суперлиги победу одержала команда "Сидней Хит". В 2004 году "Рапторс" второй раз за три года выиграл этот турнир. В 2005 году лига расширилась до шести клубов и вышла за приделы Сиднея. С Австралийской хоккейной лиги в Суперлигу перешла команда "Ньюкасл Норт Старз". "Ньюкасл Норт Старз" выиграл сезон в 2005 и 2007 годах. Команда "Айс Бреакерс" выиграла Суперлигу в 2006 и 2007 годах.

## Формат сезона
Каждая команда за сезон играет 20 матчей за сезон. Лучшие четыре команды выходят в плей-офф. Полуфинальные серии длятся до двух побед, а финал - до трёх побед. Если в плей-офф после трёх периодов команды не выявили победителя, то проводится овертайм до первой заброшенной шайбы.

## Клубы
| Команда             | Город    | Основан |
| ------------------- | -------- | ------- |
| Блулайн Бомберс     | Сидней   | 2014    |
| Ньюкастл Норт Старз | Ньюкастл | 2005    |
| Пенри Рапторс       | Пенрит   | 2009    |
| Рич Ребелс          | Сидней   | 2011    |
| Стинг               | Сидней   | 2002    |
| Сидней Хит          | Сидней   | 2002    |

## Чемпионы
Суперлигы была разыграна 13 раз, и её выиграли 7 разных клубов.
- 2002 – Рапторс
- 2003 – Сидней Хит
- 2004 – Рапторс
- 2005 – Ньюкастл Норт Старз
- 2006 – Айс Бреакерс
- 2007 – Ньюкастл Норт Старз
- 2008 – Айс Бреакерс
- 2009 – Стинг
- 2010 – Пенрит Рапторс
- 2011 – Рич Ребелс
- 2012 – Ньюкастл Норт Старз
- 2013 – Стинг
- 2014 – Рич Ребелс